# Cultura de Cabo Verde
Na cultura de Cabo Verde destacam-se:Língua. A língua oficial é a portuguesa, usada nas escolas, na administração pública, na imprensa e nas publicações. A língua nacional de Cabo Verde, a língua do povo, é o crioulo cabo-verdiano (criol, kriolu). Cabo Verde é formado por dez ilhas (nove habitadas) e cada ilha tem um crioulo diferente.

## Artes

### Artesanato

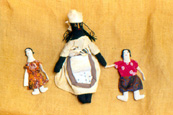
Bonecas de pano.

O artesanato tem grande importância na cultura cabo-verdiana. A tecelagem e a cerâmica são artes muito apreciadas no país. Produzido  para utensílio,  para decoração, o artesanato de Cabo Verde é muito singular e é verdadeiro instrumento de expressão da cultura popular. Hoje em dia, ele é igualmente atração para os turistas, constituindo seu fabrico e comercialização o único meio de subsistência para algumas famílias.

### Literatura
A literatura cabo-verdiana é uma das mais ricas da África lusófona.
Poetas

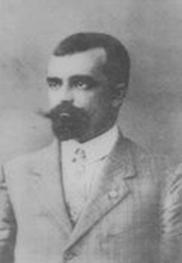
Eugénio Tavares.

Sérgio Frusoni, Eugénio Tavares, Francisco Xavier da Cruz (B.Léza), João Cleofas Martins, Ovídio Martins, Jorge Barbosa, Corsino António Fortes, Baltasar Lopes da Silva (Osvaldo Alcântara), José Lopes, Pedro Cardoso, Manuel Lopes, António Nunes, Aguinaldo Fonseca, Teobaldo Virgínio, Gabriel Mariano, Ovídio Martins, Onésimo Silveira, João Vário (Timóteo Tio Tiofe), Oswaldo Osório, Arménio Vieira, Vadinho Velhinho, José Luís Tavares, Vera Duarte, Amílcar Cabral, Arthur Vieira, etc.
Escritores
Manuel Lopes, Germano Almeida, Luís Romano de Madeira Melo, Orlanda Amarílis, Jorge Barbosa, Pedro Cardoso, José Lopes, Mário José Domingues, Daniel Damásio Ascensão Filipe, Mário Alberto Fonseca de Almeida, Corsino António Fortes, Arnaldo Carlos de Vasconcelos França, António Aurélio Gonçalves, Aguinaldo Fonseca, Ovídio Martins, Henrique Teixeira de Sousa, Oswaldo Osório, Dulce Almada Duarte, Filinto Elísio, Manuel Veiga
Obras literárias célebres
Chiquinho (Baltasar Lopes da Silva), Os Flagelados do Vente Leste, Chuva Braba (Manuel Lopes), O Testamento do Senhor Napomuceno da Silva Araújo (Germano Almeida), revista Claridade, Hora di Bai (Manuel Ferreira).

### Música

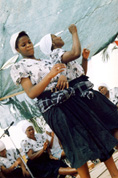
Batucadeiras do Bairro 6 de Maio. Damaia.

Na música, há diversos gêneros musicais próprios, dos quais se destacam a morna, o funaná, o batuque e a coladera. Bana, juntamente com o conjunto A Voz de Cabo Verde foi o primeiro intérprete a expandir-se a nível internacional levando a morna e a coladera ao Senegal, Estados Unidos, Portugal, Holanda, Angola, etc. Cesária Évora tornou-se a cantora cabo-verdiana mais conhecida no mundo, conhecida como a "diva dos pés descalços", pois assim gostava de se apresentar em palco.
O sucesso internacional de Cesária Évora fez com que outros artistas cabo-verdianos, ou descendentes de cabo-verdianos nascidos em Portugal, ganhassem maior espaço no mercado musical.[carece de fontes?] Exemplos disso são as cantoras Sara Tavares e Lura.
O povo cabo-verdiano é conhecido por sua musicalidade, bem expressa por manifestações populares como o Carnaval de Mindelo, cuja importância faz com que a cidade seja conhecida nos dias dos festejos momescos como "Brazilim" (ou "pequeno Brasil").
Só depois da independência em 1975 é que ocorreu o surgimento de alguns artistas no campo da pintura e escultura. Nessa primeira fase, todos os trabalhos pictóricos evidenciavam o grito da liberdade e a alegria da independência. Era o fim de séculos marcados pela escravatura e o colonialismo.
Atualmente, Cabo Verde se abriu para o resto do mundo. Seus artistas vão buscar influências, e até estudar, ao estrangeiro. Há uma certa globalização nas artes cabo-verdianas, mantendo-se, no entanto, certos sinais das raízes africanas, evidenciadas sobretudo na escolha das cores. Os artistas cabo-verdianos têm colocado seus trabalhos em muitas exposições, não só em seu próprio país, como também em Portugal e nos Estados Unidos.

## Língua
A língua oficial é o português, usada nas escolas, na administração pública, na imprensa e nas publicações.
A língua nacional de Cabo Verde, a língua do povo, é o crioulo cabo-verdiano (criol, kriolu). Cabo Verde é formado por dez ilhas (nove habitadas) e cada ilha tem um crioulo diferente. O crioulo está oficialmente em processo de normalização (criação duma norma) e discute-se a sua adopção como segunda língua oficial, ao lado do português.
- Exemplos para o crioulo: Poemas de Sérgio Frusoni (Crioulo de São Vicente),
- Cabo Verde é membro da Comunidade dos Países de Língua Portuguesa (CPLP).
- Cabo Verde é país-sede de um organismo da CPLP, o Instituto Internacional da Língua Portuguesa (IILP).
- Apesar de Cabo Verde pertencer à Francofonia, não se trata de um país francófono.
- O inglês e o francês são leccionados no ensino secundário.
- Existe uma comunidade de imigrantes senegaleses, especialmente na ilha do Sal, que fala também o francês.

## Religião

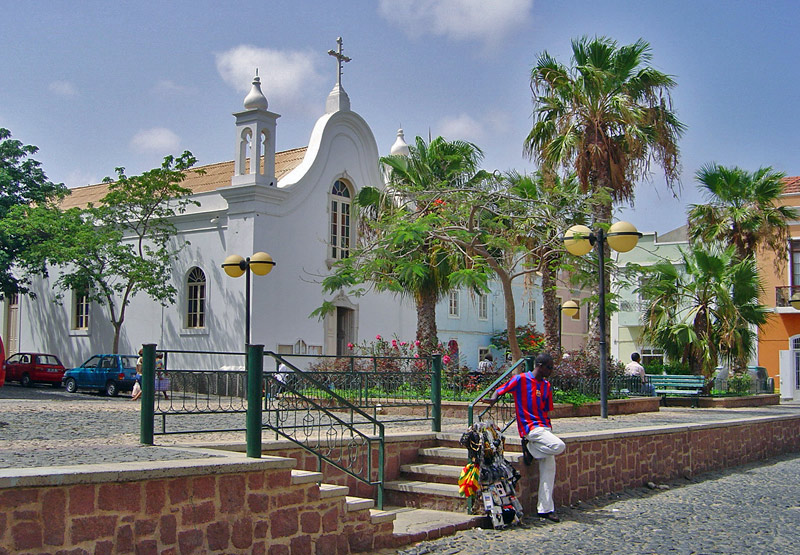
Igreja de Nossa Senhora da Luz, São Vicente.

A liberdade de religião é garantida pela Constituição e respeitada pelo governo. Há boas relações entre as diversas confissões religiosas.
Os cabo-verdianos são nominalmente de maioria Católica Romana (mais de 90%). Outras denominações cristãs também estão implantadas em Cabo Verde, com destaque para os protestantes da Igreja do Nazareno e da Igreja Adventista do Sétimo Dia. Existem também a Igreja de Jesus Cristo dos Santos dos Últimos Dias (Mormons), Igreja Pentecostal Deus é Amor, Assembleia de Deus, outros grupos pentecostais. Há pequenas minorias muçulmanas e da Fé Bahá'í. A Igreja Universal do Reino de Deus também tem seguidores em Cabo Verde.
Os rabelados são um pequeno grupo católico tradicionalista específico de Cabo Verde.
Embora não se trate de uma religião, a doutrina filosófica do Racionalismo Cristão, com origem no Brasil, tem também adeptos em Cabo Verde, nomeadamente em São Vicente e na Cidade da Praia.

## Meios de comunicação
Estações de televisão
- Português: TCV - Televisão de Cabo Verde, RTP África, TIVER, Record de Cabo Verde
- Francês: TV5 Afrique

Estações de rádio
- Português: RTC, RDP, rádios locais
- Francês: RFI Afrique - FM na Praia, Mindelo, Sal, Fogo e Santo Antão
- Crioulo cabo-verdiano: PraiaFM (Praia), Radio Kriola  Radio Morabeza (Mindelo)
- «Radio Kriola com acento caboverdeano»

Jornais
- A Semana (Praia, 1991-)
- Expresso das Ilhas
- Jornal Horizonte (Praia, 1988-)
- Terra Nova (S.Vicente, 1975-)
- Artiletra (S.Vicente, 1991-)